# Oreodytes abbreviatus
Oreodytes abbreviatus är en skalbaggsart som först beskrevs av Henry Clinton Fall 1923.  Oreodytes abbreviatus ingår i släktet Oreodytes och familjen dykare. Inga underarter finns listade i Catalogue of Life.